# Małgorzata Godlewska
Małgorzata Godlewska (ur. w Olsztynie) – polska śpiewaczka operowa, kompozytorka, pianistka, pedagog.

## Wykształcenie
Absolwentka Wydziału Wokalnego Akademii Muzycznej im. Fryderyka Chopina w Warszawie, w klasie prof. Małgorzaty Marczewskiej (2007). Laureatka stypendium Młoda Polska Ministerstwa Kultury i Dziedzictwa Narodowego w 2008 r.
W latach 2007–2009 odbyła podyplomowe studia wokalne w Royal Academy of Music w Londynie, pod kierunkiem profesor Joy Mammen. Uczestniczyła również w wokalnych kursach mistrzowskich, m.in.: Elisabet Erlingsdóttir, Diane Forlano, Anthony’ego Legge, Richarda Stokesa, Teresy Żylis-Gary, Włodzimierza Zalewskiego, Sarah Walker.
Studiowała Muzykologię na Wydziale Historycznym Uniwersytetu Warszawskiego oraz Uniwersytetu Poznańskiego. Uczyła się również w Państwowej Szkole Muzycznej I i II st.im.Fryderyka Chopina w Olsztynie w klasie Fortepianu.

## Repertuar operowy
Od pierwszego roku studiów na Akademii Muzycznej w Warszawie (2003) związana była z Warszawską Opera Kameralną, gdzie uczestniczyła w wielu wystawieniach oper W.A. Mozarta, m.in. Askaniusz w Albie, Così fan tutte, Uprowadzenie z seraju, Czarodziejski flet.
Po ukończeniu studiów współpracowała jako solistka z Teatrem Wielkim – Operą Narodową, Operą Wrocławską, Operą Nova w Bydgoszczy, Operą na Zamku w Szczecinie, Badisches Staatstheater Karlsruhe.
Ze względu na skalę głosu – od sopranu po alt, Małgorzata Godlewska ma w swoim repertuarze role m.in. w operach włoskiego baroku (jako Penelopa w Powrocie Ulissesa do ojczyzny C. Monteverdiego); poprzez klasyczne dzieła włoskiego belcanto (m.in. jako Amneris w Aidzie, Azucena w Trubadurze oraz Fenena w Nabucco G. Verdiego; Sara w Robercie Devereux G. Donizettiego); opery kompozytorów francuskich (jako Carmen w Carmen G. Bizeta, Anna w Trojanach H. Berlioza); aż po utwory kompozytorów współczesnych – m.in. w roli Głosu kobiecego, wykonanej w światowej prapremierze opery kameralnej Poíesis Przemysława Zycha (skomponowanej do tekstu „Rekonstrukcja poety” Zbigniewa Herberta), podczas XX Bydgoskiego Festiwalu Operowego w 2013 r.; oraz w roli Bronki w operze Pasażerka Mieczysława Wajnberga (na motywach książki Zofii Posmysz).
Od 2014 r. stale współpracuje z Roncole Verdi Orchestra – agencją artystyczną specjalizującą się w inscenizacjach dzieł G. Verdiego i innych kompozytorów w ramach tournée po wielu scenach operowych w Polsce i innych krajach Europy. W inscenizacjach tych wykonywała rolę Feneny w Nabucco G. Verdiego oraz rolę tytułową w operze Carmen G. Bizeta.
Na stałe współpracuje z Filharmonią Narodową biorąc udział w licznych spektaklach operowych oraz koncertach.

## Repertuar oratoryjny i kameralny
Małgorzata Godlewska posiada w swoim repertuarze utwory oratoryjne i kameralne, w których wykonuje partie altowe.
Jej repertuar obejmuje m.in. dzieła J.S Bacha: Magnificat D-dur, Ein feste Burg ist unser Gott, Missa brevis d-moll, a także: Magnificat A. Vivaldiego, Stabat Mater G.B. Pergolesiego, Misa Criolla A. Ramireza; oraz utwory kompozytorów polskich: Hymn do słońca J. Stalmierskiego, Demeter i Stabat Mater K. Szymanowskiego, Missa pro pace Wojciecha Kilara i in.

## Działalność pedagogiczna
Małgorzata Godlewska od 2010 r. prowadzi własną szkołę artystyczną Studio Sztuk Scenicznych S3 w Warszawie –
www.studio-s3.com
W latach 2010–2013 była kierownikiem artystycznym i nauczycielem śpiewu w Garwolińskim Teatrze Muzycznym Od Czapy, prowadzonym przez Fundację Sztafeta.
W latach 2023–2025 była jednym z założycieli oraz kierownikiem muzycznym i nauczycielem śpiewu w zespole Wataha pod Biało-Czerwoną.

## Współpraca z innymi artystami
2021' Na zaproszenie kompozytora i pianisty Dawida Ludkiewicza wykonała utwór „Leć melodio”
2024' Gościnnie na płycie Karoliny Omańskiej „Miniatury” wykonała utwór „Marzenia 2".

## Działalność kompozytorska
W 2012 r., wraz z zespołem Teatru Od Czapy, wzięła udział w artystycznym projekcie „Ziutkowi na urodziny”, zrealizowanym w związku z 90. rocznicą urodzin Józefa Szczepańskiego, poety i powstańca warszawskiego, autora m.in. słów do piosenki „Pałacyk Michla”. W ramach tego projektu skomponowała muzykę do wierszy:
– „Dziś idę walczyć, Mamo”,
– „Hymn (Hej do czynu)” – wykonany w duecie z Pawłem Kukizem
– „Pieśń Podchorążych”.
Zapis z koncertu, który odbył się w ramach projektu w Muzeum Powstania Warszawskiego, z udziałem m.in. Małgorzaty Godlewskiej, Pawła Kukiza i Tomasza Budzyńskiego, znalazł się na płycie „Wspomnij Ziutka”, wydanej w 2013 r. przez wytwórnię MTJ.
Dla Studio Sztuk Scenicznych S3 – Małgorzata Godlewska skomponowała i wykonała własne kompozycje wraz ze swoimi uczniami ze Studio S3:
2018' – „Bajeczka o miłości”- do słów Małgorzaty Godlewskiej;
2018' – „Kroniki” – do słów Krystiana Zawistowskiego oraz teledysku i aranżu, który stworzył Krzysztof Palczewski z zespołu Collage;
2018' – „Quiver” utwór na fortepian, skrzypce, altówkę i gitarę skomponowany do autorskiego musicalu „Ojczyzny” na koncert charytatywny dla Fundacji „Równi wśród Równych”
2020' – „Mama” – do słów Małgorzaty Godlewskiej piosenkę dedykowaną jej Mamie;
2021' – „Komicy życia” – do słów Małgorzaty Godlewskiej, piosenkę dedykowaną osobom chorym na depresję;
2023' – „To my” – do słów Katarzyny Kaczmarskiej;
2025' – „Pilecki” – do słów Krystiana Zawistowskiego;
2025' – „Maksymilian Kolbe” do słów Katarzyny Kaczmarskiej.